# Lovikka
Lovikka is een dorp binnen de Zweedse gemeente Pajala. Het dorp is in 1838 of 1839 gesticht door Nils Ludvigsson Lodvijk , komende uit het Finse Kainuunkylä. Het dorp heeft plaatselijke bekendheid door een fabriek die Lovikkawanten maakt, wanten met duim. Vanuit Lovikka werden meer dorpen in de omgeving gesticht.

## Verkeer en vervoer
Bij de plaats loopt de Länsväg 395 die hier in het dal van de Torne ligt.
Aareavaara · Anttis · Huukki · Isovaara · Jarhois · Juhonpieti en Erkheikki · Junosuando · Kainulasjärvi · Kangos · Kardis · Kassa · Kätkesuando · Käymäjärvi · Kaunisvaara · Kengis · Kenttä · Keräntöjärvi · Kieksiäisvaara · Kiilarova · Kihlanki · Kitkiöjärvi · Kitkiöjoki · Kolari · Kompelusvaara · Korpilombolo · Kurkkio · Lahenpää · Lahnajärvi · Lautakoski · Liviöjärvi · Lovikka · Männikkö · Muonionalusta · Muodoslompolo · Narken · Nuuksujärvi · Ohtanajärvi · Oksajärvi · Pääjärvi · Pajala · Parkalompolo · Pentäsjärvi · Peräjävaara · Pimpiö · Ristimella · Ruosteranta · Sahavaara · Saittarova · Salmijärvi · Särkimukka · Sattajärvi · Selkäjärvi · Suaningi · Talinen · Tärendö · Teurajärvi · Torinen · Törmäsniva · Tornefors